# Wang-Sequenz
In der Mathematik ist die Wang-Sequenz eine exakte Sequenz von Homologiegruppen für Faserbündel über Sphären. Sie ist nach Hsien Chung Wang benannt.
Sei {\displaystyle F\to E\to S^{n}} eine Serre-Faserung über einer Sphäre {\displaystyle S^{n}} mit {\displaystyle n\geq 2}. Dann hat man eine exakte Sequenz
{\displaystyle \ldots \to H_{r}(F)\to H_{r}(E)\to H_{r-n}(F)\to H_{r-1}(F)\to \ldots }.
Insbesondere hat man für {\displaystyle r\leq n-2} einen Isomorphismus {\displaystyle H_{r}(F)\simeq H_{r}(E)}.
Der Beweis ist eine Anwendung der Leray-Serre-Spektralsequenz.
Für Faserbündel {\displaystyle F\to E\to S^{1}} über dem Kreis {\displaystyle S^{1}} erhält man durch Anwendung von Mayer-Vietoris-Sequenzen eine exakte Sequenz 
{\displaystyle \ldots \to H^{k}(E)\to H^{k}(F)\to H^{k}(F)\to H^{k+1}(E)\to \ldots },
wobei der Homomorphismus {\displaystyle H^{k}(F)\to H^{k}(F)} die Abbildung {\displaystyle f^{*}-I} ist für die Monodromie {\displaystyle f^{*}} und die Identitätsabbildung {\displaystyle I}.